# Будон де Сент-Аман, Жан Флоримон
Жан Флоримо́н Будо́н де Сент-Ама́н, известный как Сент-Аман (фр. Jean Florimond Boudon de Saint-Amans; 24 июня 1748, Ажен — 28 октября 1831) — французский учёный: историк, литератор, натуралист, профессор ботаники в Центральной школе Ажена после французской революции.

## Работы
- «Курс ботаники» (Cours de la botanique) (1785),
- «Трактат о растениях, пригодных для формации искусственных степей» (Traité sur les plantes les plus propres à la formation des prairies artificielles) (1797),
- «Энтомологическая философия» (Philosophie entomologique) (1799).